# Cryncus apricus
Cryncus apricus är en insektsart som först beskrevs av Henri Saussure 1877.  Cryncus apricus ingår i släktet Cryncus och familjen syrsor. Inga underarter finns listade i Catalogue of Life.